# Mauriac (Cantal)
Mauriac (/moˈʀjak/) è un comune francese di 4 123 abitanti situato nel dipartimento del Cantal nella regione dell'Alvernia-Rodano-Alpi.
Vi si trova la basilica di Notre-Dame-des-Miracles, chiesa cattolica costruita in stile romanico.

## Società

### Evoluzione demografica
Abitanti censiti